# Alfred Wilhelm Stelzner
Alfred Wilhelm Stelzner (* 20. Dezember 1840 in Dresden; † 25. Februar 1895 in Wiesbaden) war ein deutscher Geologe.

## Leben

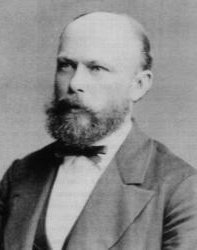
Alfred Wilhelm Stelzner

Stelzner studierte von 1859 bis 1864 an der Bergakademie Freiberg. Zu seinen Lehrern zählten Bernhard von Cotta, Ferdinand Reich und August Breithaupt.  Seine Diplomarbeit Die Granite von Geyer und Ehrenfriedersdorf sowie die Zinnerzlagerstätten von Geyer wurde 1865 als erstes Heft der Reihe Beiträge zur geognostischen Kenntniss des Erzgebirges herausgegeben.
Nach einem Volontariat an der Geologischen Reichsanstalt Wien und einer Gutachtertätigkeit in  Norwegen kehrte er 1866 nach Freiberg zurück. Bis 1870 unterrichtete er an der dortigen Bergschule und leitete mineralogische Übungen an der Bergakademie. Als Akademieinspektor verwaltete Stelzner die Sammlungen der Bergakademie und deren Bibliothek.
1871 promovierte er. Im gleichen Jahr ging er an die Universität von Córdoba (Argentinien), wo er drei Jahre lang als Professor für Mineralogie und Geologie wirkte und auf Forschungsreisen die Geologie der Kordilleren erforschte. Er gründete im April 1871 in Córdoba das Museo de Mineralogía y Geología, das heute seinen Namen „Dr. A. Stelzner“ trägt.
Am 1. Oktober 1874 kam er nach Freiberg zurück und trat die Nachfolge Bernhard von Cottas am Lehrstuhl für Geologie und Lagerstättenlehre der Bergakademie an. Die Professur übte er bis zu seinem Tod aus, Nachfolger wurde Richard Beck. Stelzner betonte die Anwendung des petrographischen Mikroskops zum Studium von Gesteinen und Mineralien. Er war auch einer der Hauptkritiker der damals populären Theorie der Lateralsekretion bei der Bildung von Erzlagerstätten. Stelzner förderte die Idee, dass hydrothermale Fluide und ihre gelösten Metalle aus tief sitzenden magmatischen Quellen stammen – etwas, das die Ansichten vom berühmten Lagerstättenkundler Waldemar Lindgren, der seine Kurse während seines Studiums an der Bergakademie Freiberg (1878–1882) verfolgte, stark beeinflusste.
Um eine schwere Nierenkrankheit heilen zu lassen, fuhr er im Januar 1895 nach Wiesbaden. Er starb dort am 25. Februar.
Stelzner war Erstbeschreiber der Minerale Famatinit und Franckeit. Das Mineral Alfredstelznerit wurde nach ihm benannt.
Seit 1879 gehörte Stelzner als Mitglied der Deutschen Akademie der Naturforscher Leopoldina an.

## Veröffentlichungen (Auswahl)
- Die Granite von Geyer und Ehrenfriedersdorf sowie die Zinnerzlagerstätten von Geyer (1865), Digitalisat
- Petrographische Bemerkungen über Gesteine des Altai (1871)
- Quarz mit Trapezoederflächen (Diss., 1871)
- Mineralogische Beobachtungen im Gebiete der argentinischen Republik (1873)
- Über die Umwandlung der Destillationsgefässe der Zinköfen in Zinkspinell und Tridymit (1881)
- Über Melilith und Melilithbasalte (1882)
- Mineralogische Beobachtungen im Gebiete der Argentinischen Republik. In: Tschermaks Mineralogische und Petrographische Mitteilungen. 1873, S. 219–254
- Beiträge zur Geologie und Paläontologie der Argentinischen Republik : Geologischer Theil, Palaeontographica, Suppl. 3, 1885, Kassel und Berlin: Theodor Fischer, Digitalisat
- Die Entwickelung der petrographischen Untersuchungsmethoden in den letzten fünfzig Jahren (1885)
- Über den Zinngehalt und über die chemische Zusammensetzung der schwarzen Zinkblende von Freiberg (1886)
- Die Lateralsecretions-Theorie und ihre Bedeutung für das Přibramer Ganggebiet (1889)
- Über die Isolirung von Foraminiferen aus dem Badener Tegel mit Hilfe von Jodidlösung (1890)
- Die Sulitjelma-Gruben im nördlichen Norwegen : nach älteren Berichten und eigenen Beobachtungen (1891)
- Die Eisenerzfelder von Naeverhaugen (1891)
- mit Alfred Bergeat: Die Erzlagerstätten, 2 Bände, Leipzig: Felix 1904 bis 1906 (von Bergeat nach dem Nachlass von Stelzner herausgegeben)